# Турция на летних Олимпийских играх 1984
Турция принимала участие в Летних Олимпийских играх 1984 года в Лос-Анджелесе (США) в четырнадцатый раз за свою историю, пропустив Летние Олимпийские игры 1980 года. Страну представляло 46 спортсменов (45 мужчин и 1 женщина), которые выступили в соревнованиях по боксу, борьбе, лёгкой атлетике, тяжёлой атлетике, дзюдо, стрельбе из лука, плаванию, парусному спорту, фехтованию и стрельбе.

## Медалисты
| Медаль | Спортсмен    | Вид спорта | Дисциплина                            |
| ------ | ------------ | ---------- | ------------------------------------- |
| Бронза | Айхан Ташкын | Борьба     | Мужчины, вольная борьба, свыше 100 кг |
| Бронза | Эюп Джан     | Бокс       | Мужчины, до 51 кг                     |
| Бронза | Тургут Айкач | Бокс       | Мужчины, до 57 кг                     |